# Joint Air to Ground Missile
Joint Air to Ground Missile (JAGM) – amerykański program rozwoju, wspólnego dla marynarki, lotnictwa, piechoty morskiej oraz wojsk lądowych, nowego pocisku powietrze-ziemia. JAGM opracowywany jest w celu zastąpienia obecnie używanych pocisków BGM-71 TOW, AGM-114 Hellfire oraz AGM-65 Maverick.
W rozwoju JAGM rywalizują ze sobą Lockheed Martin oraz konsorcjum Raytheon-Boeing, w programie uczestniczy również Wielka Brytania. Pocisk ten zastąpić ma jednocześnie trzy używane dziś pociski BGM-71 TOW, AGM-114 Hellfire oraz AGM-65 Maverick, przewyższając możliwości każdego z nich. JAGM oferować ma funkcje lock on before launch oraz lock on after launch, dysponować ma także zintegrowanym radiowym protokołem internetowym (IP), umożliwiającym dostęp do pocisku z wielu źródeł, i zdalne celowanie w trakcie lotu (targeting during fly).